# Rajitha Sandeepana Dhanayaka
Rajitha Sandeepana Dhanayaka (* 15. Mai 1989) ist ein sri-lankischer Badmintonspieler. 

## Karriere
Rajitha Dhanayaka wurde 2009 erstmals nationaler Meister in Sri Lanka. 2010, 2011, 2013 und 2014 folgten weitere Medaillengewinne. Bei den Südasienspielen 2010 gewann er Silber mit dem Team. Im Thomas Cup 2012 repräsentierte er sein Land ebenfalls als Nationalspieler.